# Hôtel François de Michel
L'Hôtel François de Michel est un hôtel particulier situé au n° 13 de la rue des Espinaux, à Aix-en-Provence, Provence-Alpes-Côte d'Azur, France.

## Historique
L’hôtel de Michel fut vraisemblablement construit au XVIIe siècle, puisque son premier propriétaire fut Jacques de Viany, trésorier général de France en 1666. 
Au milieu du XVIIIe siècle, le bâtiment appartint à Louis Balthazar de Gantès (de la famille qui possédait aussi l’hôtel de Gantès, cours Mirabeau) qui le vendit en 1775 au procureur aixois Louis Verdolin.
Il passa par héritage à la famille Miollis au tournant du XIXe siècle puis, en 1826, fut vendu aux frères Michel, qui avaient épousé mesdemoiselles Mignet (sœurs de l’historien François Mignet).

## Architecture
La façade du bâtiment est sobre, dans le style du Grand Siècle des Bourbons.
L’entrée à porte cochère présente des piédroits à refends.